# Frankenstein, el vampiro y compania
Frankenstein, el vampiro y compania er en mexicansk film fra 1962 baseret på romanen Frankenstein af Mary Shelley, instrueret af Benito Alazraki. 

## Medvirkende
- Manuel Loco Valdes
- Jose Jasso
- Joaquin Garcia Vargas Borolas
- Quintin Bulnes
- Antonio Bravo
- Jorge Mondragon
- Martha Elena Cervantes
- Nora Veryan